# Жан Ніколя
Жан Едуар Марі Ніколя (фр. Jean Édouard Marie Nicolas; 9 червня 1913, Нантерр, О-де-Сен, Іль-де-Франс, Франція — 8 вересня 1978, Париж) — французький футболіст, центральний нападник. Учасник двох чемпіонатів світу.

## Спортивна кар'єра
Супербомбардир французького футболу тридцятих років двадцятого століття. Протягом усієї кар'єри професіонального футболіста захищав кольори одного клуба. Тричі поспіль був найвлучнішим гравцем другого дивізіону. 54 забитих м'ячі в сезоні 1933/34 залишаються рекордом цього турніру. Завдяки голеадорським звитягам свого центрфорварда, «Руан» поступово піднімався по щаблях турнірної таблиці і, врешті-решт, здобув путівку до ліги найсильніших.
У підсумковій таблиці дебютного сезону, команда з Верхньої Нормандії, обійшла багато маститих клубів і посіла почесне четверте місце. У суперечці найкращих бомбардирів Ніколя залишився другим, трьома голами поступившись Оскару Рору з «Страсбурга». Наступний чемпіонат «Руан» знову завершив на четвертій позиції, а провідний нападник команди очолив список найвлучніших гравців ліги — 26 забитих м'ячів. 1 травня 1938 року повторив рекорд швейцарського нападника «Сошо» Андре Абегглена — сім влучних пострілів у ворота «Валансьєна». Більше нікому не вдавалося, з того часу, забивати в одному матчі елітного французького дивізіону таку кількість голів.
У цей час клуб двічі грав у півфіналах кубка Франції. Але внесок у командні кубкові досягнення були різними: у сезоні 1936/37 — 8 голів у п'яти матчах, у 1939/40 — провів єдиний і останній поєдинок у своїй кар'єрі професіонального спортсмена.
Вперше до складу національної команди був запрошений, коли «Руан» виступав ще на аматорському рівні. Дебют відбувся 12 лютого 1933 року на «Парк де Пренс». Господарі поля не змогли витримати натиск легендарного «вундертіму» і отримали у свої ворота чотири «сухих» голи. Наступного року провів результативну серію з чотирьох ігор — 10 забитих м'ячів, у тому числі «покер» збірній Люксембургу.
Другий чемпіонат світу проходив за кубковою схемою. Вже на першому етапі, жереб виявився безжальним для французів — збірна Австрії, один з головних претендентів за звання найсильнішої команди планети. Жан Ніколя відкрив рахунок у грі, але на останній хвилині першого тайму Маттіас Сінделар поновив рівновагу. Основний час завершився внічию, а в додаткові півгодини голи Шалля і Біцана змусили збірну Франції поїхати додому.
Наступну світову першість приймала Франція. У першому матчі Жан Ніколя двічі відзначився у воротах голкіпера збірної Бельгії і остаточний рахунок гри — 3:1. Але вже в чвертьфіналі «рідні стіни» не допомогли французам. Перший тайм зі збірною Італії завершився внічию, а в другій половині не вдалося втримати Сільвіо Піолу. Після чемпіонату світу провів у складі головної команди країни ще один поєдинок. 4 грудня 1938 року в Неаполі спробували взяти реванш у дворазових чемпіонів світу, але їхні сподівання перекреслив єдиний гол Амедео Б'яваті. Через рік завершив виступи на футбольних полях; всього провів 215 офіційних матчів, 245 забитих м'ячів (у середньому — 1,14 гола за гру).

## Досягнення
- Найкращий бомбардир першого дивізіону (1): 1938 (26 голів)
- Найкращий бомбардир другого дивізіону (3): 1934 (54 голи), 1935 (30 голів), 1936 (45 голів)
- Переможець другого дивізіону (1): 1936

## Статистика
Статистика виступів в офіційних матчах:
| Сезон             | Команда           | Чемпіонат | Чемпіонат | Чемпіонат | Кубок | Кубок | Збірна | Збірна |
| Сезон             | Команда           | Ліга      | Ігри      | Голи      | Ігри  | Голи  | Ігри   | Голи   |
| ----------------- | ----------------- | --------- | --------- | --------- | ----- | ----- | ------ | ------ |
| 1932/33           | «Руан»            | —         | —         | —         | —     | —     | 5      | 3      |
| 1933/34           | «Руан»            | Д-2       | 24        | 54        | 4     | 3     | 7      | 10     |
| 1934/35           | «Руан»            | Д-2       | 23        | 30        | 4     | 9     | 3      | 2      |
| 1935/36           | «Руан»            | Д-2       | 34        | 45        | 2     | 5     | —      | —      |
| 1936/37           | «Руан»            | Д-1       | 30        | 27        | 5     | 8     | 2      | 0      |
| 1937/38           | «Руан»            | Д-1       | 29        | 26        | 2     | 0     | 7      | 6      |
| 1938/39           | «Руан»            | Д-1       | 24        | 11        | 2     | 6     | 1      | 0      |
| 1939/40           | «Руан»            | —         | —         | —         | 1     | 0     | —      | —      |
| Усього за кар'єру | Усього за кар'єру | Д-2       | 81        | 129       | 20    | 31    | 25     | 21     |
| Усього за кар'єру | Усього за кар'єру | Д-1       | 83        | 64        | 20    | 31    | 25     | 21     |

Статистика виступів на чемпіонатах світу:
| 1/8 фіналу 27 травня 1934 |

| Австрія                           | 3 — 2 | Франція                       |
| --------------------------------- | ----- | ----------------------------- |
| Сінделар 45' Шалль 93' Біцан 109' | Звіт  | Ніколя 18' Верр'є 115' (пен.) |

| «Муніципальний стадіон Беніто Муссоліні» (Турин) Глядачів: 10 000 |

Австрія: Петер Платцер, Франц Цізар, Карл Сеста, Франц Вагнер, Йозеф Смістик (), Йоганн Урбанек, Карл Цишек, Йозеф Біцан, Маттіас Сінделар, Антон Шалль, Рудольф Фіртль. Тренер — Гуго Майзль
Франція: Алексіс Тепо (), Жак Мересс, Етьєн Маттле, Едмон Дельфур, Жорж Верр'є, Ноель Льєтер, Фріц Келлер, Жозеф Альказар, Жан Ніколя, Роже Рьйо, Альфред Астон. Тренери — Гастон Барро, Джордж Кімптон.
| 1/8 фіналу 5 червня 1938 |

| Франція                   | 3 — 1 | Бельгія      |
| ------------------------- | ----- | ------------ |
| Венант 1' Ніколя 11', 69' | Звіт  | Ісемборг 19' |

| «Олімпійський стадіон Ів дю Мануар» (Коломб) Глядачів: 30 454 |

Франція: Лоран Ді Лорто, Ектор Касенаве, Етьєн Маттле (), Жан Бастьєн, Огюст Жордан, Рауль Дьянь, Альфред Астон, Оскар Ессерер, Жан Ніколя, Едмон Дельфур, Еміль Венант. Тренер — Гастон Барро.
Бельгія: Арнольд Баджу, Робер Паверік, Корнель Сейс, Жан ван Альфен, Еміль Стейнен (), Альфонс Де Вінтер, Шарль Ванден Ваувер, Бернар Ворхоф, Анрі Ісемборг, Раймон Брен, Нан Буйле. Тренер — Джек Батлер.
| 1/4 фіналу 12 червня 1938 |

| Франція     | 1 — 3 | Італія                      |
| ----------- | ----- | --------------------------- |
| Ессерер 10' | Звіт  | Колауссі 10' Піола 52', 72' |

| «Олімпійський стадіон Ів дю Мануар» (Коломб) Глядачів: 58 455 |

Франція: Лоран Ді Лорто, Ектор Касенаве, Етьєн Маттле (), Жан Бастьєн, Огюст Жордан, Рауль Дьянь, Альфред Астон, Оскар Ессерер, Жан Ніколя, Едмон Дельфур, Еміль Венант. Тренер — Гастон Барро.  
Італія: Альдо Олів'єрі, Альфредо Фоні, П'єтро Рава, П'єтро Серантоні, Мікеле Андреоло, Уго Локателлі, Амедео Б'яваті, Джузеппе Меацца (), Сільвіо Піола, Джованні Феррарі, Джино Колауссі. Тренер — Вітторіо Поццо.